# Richard Bach
Richard David Bach (23 de juny de 1936) és un escriptor nord-americà. És àmpliament conegut pels best-sellers dels anys 70 Jonathan Livingston Seagull (en català Joan Salvador Gavina) i Illusions: The Adventures of a Reluctant Messiah, entre d'altres. Els seus llibres exposen la filosofia que els nostres límits físics aparents, i la mortalitat, són només aparença. Richard Bach sosté que és descendent de Johann Sebastian Bach. Es destaca per la seva afició a volar i pels seus llibres relacionats amb el vol en un context metafòric. Ha estat volant com a hobby des dels 17 anys.

## Biografia
Bach va néixer a Oak Park (Illinois). Va anar al Long Beach State College el 1955. És l'autor de nombroses obres de ficció i no-ficció, incloent-hi Jonathan Livingston Seagull (1970), Illusions (1977), One (1989) i Out of My Mind (1999). La majoria dels seus llibres són en part autobiogràfics, barrejant dades reals i fictícies de la seva vida per il·lustrar la seva filosofia.
Va servir a la Reserva Naval dels EUA, després al cos aeri de la Guàrdia Nacional de Nova Jersey com a pilot d'aviació d'F-84f, al 141è esquadró aeri d'atac (USAF). En acabat, va tenir diverses feines, com ara escriptor tècnic per a Douglas Aircraft i com a editor col·laborador de la revista Flying. El 1960 va estar a la reserva França per la USAF, i més tard va participar en acrobàcies aèries. Als seus llibres, el pilotatge d'avions apareix constantment, en una forma més directa o metafòrica, com predomina als seus darrers llibres.
El 1970 Macmillan Publishers va publicar Jonathan Livingston Seagull, una història sobre una gavina que vola per l'amor de volar més que pel simple fet de menjar, després que el manuscrit fos rebutjat per altres editorials. El llibre, que inclou fotos úniques de gavines volant preses pel fotògraf Russell Munson, va ser best-seller número 1. El llibre conté menys de deu mil paraules i va vendre més d'un milió de còpies només l'any 1972. L'èxit sorprenent del lilbre va rebre un important ressò mediàtic a principis dels 70.
Durant l'estiu de 1970, Bach i el seu amic Crhis Cagel van viatjar a Irlanda per participar en seqüències de vol per a la pel·lícula de Roger Corman Von Richthofen i Brown. Van pilotar diversos avions de la Primera Guerra Mundial pertanyents a la col·lecció Blue Max de l'antic pilot Lynn Garrison. Bach havia conegut Garrison quan escrivia per a AVian, publicació d'aviació de Garrison.
El 1973, Paramount Pictures va produir una adaptació cinematogràfica de Jonathan Livingston Seagull. La banda sonora contenia una canço de Neil Diamond.
Un segon llibre, Illusions: The Adventures of a Reluctant Messiah, de 1977, explica la història d'un narrador que es troba amb un messies modern que es decideix a abandonar.
Bach ha mantingut una bona base de seguidors durant els anys. Als anys 90 va aparèixer online a Compuserve, on contestava correus electrònics personalment. Van entrevistar Bach l'1 d'abril del 2005 a Conscious Talk Radio, entrevista repetida alguns cops el 2006.
Bach té sis fills de la primera esposa, Bette, que va mecanografiar i editar moltes de les obres d'aviació de Richard. Es van divorciar el 1970. Ella era també pilot i autora de Patterns, obra autobiogràfica. El seu fill, Jonathan, ha escrit Above the Clouds, també autobiogràfic.
El 1977, Bach es va casar amb l'actriu Leslie Parrish, que va conèixer durant el rodatge de Jonathan Livingston Seagull. L'esposa va ser un element central en els següents llibres de Bach, The Bridge Across Forever i One, novel·les sobre les relacions personals. Van divorciar-se el 1997. Bach va casar-se per tercera vegada el 1999 amb Sabryna Nelson-Alexopoulos.
El 31 d'agost del 2012 es va lesionar en un greu accident d'aterratge a l'illa de San Juan a Washington A finals d'octubre del 2012, encara es troba a l'hospital amb dificultats per parlar.